# Heartsill Ragon
Heartsill Ragon (* 20. März 1885 in Dublin, Logan County, Arkansas; † 15. September 1940 in Fort Smith, Arkansas) war ein US-amerikanischer Jurist und Politiker. Zwischen 1923 und 1933 vertrat er den fünften Wahlbezirk des Bundesstaates Arkansas im US-Repräsentantenhaus.

## Werdegang
Heartsill Ragon besuchte die öffentlichen Schulen seiner Heimat, die Clarksville High School und das College of the Ozarks in Clarksville. Danach studierte er an der University of Arkansas in Fayetteville. Nach einem abschließenden Jurastudium an der Washington and Lee University in Lexington (Virginia) und seiner im Jahr 1908 erfolgten Zulassung als Rechtsanwalt begann Ragon in Clarksville in diesem Beruf zu arbeiten.
Ragon gehörte der Demokratischen Partei an. Zwischen 1911 und 1913 saß er als Abgeordneter im Repräsentantenhaus von Arkansas. Danach war er von 1916 bis 1920 als Bezirksstaatsanwalt tätig. 1918 war er Sekretär und 1920 Vorsitzender der Parteitage der Demokraten in Arkansas. Im Jahr 1920 war er auch Delegierter zur Democratic National Convention in San Francisco.
Bei den Kongresswahlen des Jahres 1922 wurde Ragon im fünften Distrikt von Arkansas in das US-Repräsentantenhaus in Washington, D.C. gewählt. Dort löste er am 4. März 1923 Henderson M. Jacoway ab. Nach fünf Wiederwahlen verblieb er bis zum 16. Juni 1933 im Kongress. An diesem Tag legte er sein Mandat nieder, weil er zum Richter am Bundesbezirksgericht für das westliche Arkansas ernannt worden war. Dieses Amt übte er bis zu seinem Tod im Jahr 1940 aus.